# Felice Orsini

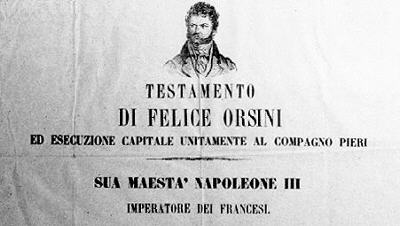

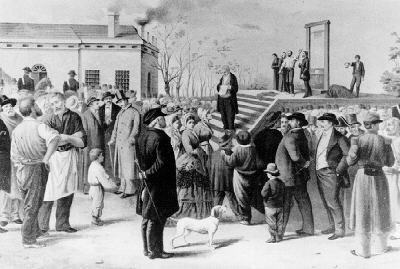
Egzekucja Orsiniego

Felice Orsini (ur. 10 grudnia 1819 w Meldola, zm. 13 marca 1858 w Paryżu) – włoski karbonariusz i działacz polityczny, organizator nieudanego zamachu na cesarza francuskiego Napoleona III Bonaparte.

## Młodość
Orsini urodził się w rodzinie oficera i członka tajnej organizacji. Planował zostać księdzem, jednak ostatecznie przejawiane od młodych lat zainteresowanie tajnymi ruchami politycznymi na rzecz zjednoczenia Włoch sprawiło, że podjął studia prawnicze, które ukończył w 1843 z tytułem doktora. Wstąpił też do organizacji Giuseppe Mazziniego Młode Włochy. Jeszcze jako student brał udział w organizacji powstania zbrojnego, które poniosło jednak klęskę. Skazany razem z ojcem na dożywocie, został ułaskawiony przez nowego papieża Piusa IX. 

## Walka o zjednoczenie Włoch
Orsini był członkiem Konstytuanty rzymskiej w 1849, po upadku republiki na nowo działał w organizacji Mazziniego. Został przez niego wysłany z tajną misją na Węgry, gdzie jednak został zatrzymany w 1854. Zdołał uciec z więzienia i w przebraniu wieśniaka przekroczyć granicę austriacką. Dotarł do Wielkiej Brytanii, gdzie opublikował swoje wspomnienia, a rok później, w 1857, także opis więzień austriackich. Ta druga publikacja dotarła też do Włoch i spowodowała zerwanie kontaktów Orsiniego z Mazzinim. Ten pierwszy podjął zatem współpracę z Ausonio Franchim, którego przekonywał do uczynienia swojej gazety Ragione organem włoskich republikanów.
Pod wpływem podróży po Europie Orsini doszedł do wniosku, że głównym wrogiem zjednoczenia Włoch jest Napoleon III Bonaparte, a jego śmierć wywołałaby powstanie zarówno we Francji, jak i we Włoszech. Udał się do Francji, by dopracować plan zamachu. Jeszcze pod koniec 1857 na krótko pojechał do Anglii, gdzie zamówił u Josepha Taylora sześć bomb zaprojektowanych według własnego pomysłu (tzw. bomb Orsiniego, wypełnionych piorunianem rtęci). Po wykonaniu kilku próbnych eksplozji w kamieniołomach Sheffield i Devonshire Orsini, zadowolony z działania bomb, wrócił do Paryża, gdzie czekali na niego inni spiskowcy: Giuseppe Pieri, Antonio Gomez i Carlo di Rudio. Wszyscy oni byli podobnie jak Orsini byłymi zwolennikami Mazziniego, którzy pod wpływem nieskuteczności dotychczasowych działań skłonili się ku terroryzmowi. 

## Zamach na Napoleona III
Wieczorem, około 20:30, 14 stycznia 1858 francuska para cesarska, eskortowana przez szwadron lansjerów, udawała się do teatru przy ulicy Le Peletier, by obejrzeć przedstawienie opery Gioacchino Rossiniego Wilhelm Tell. Zamachowcy byli na skrzyżowaniu ulicy Lepeletier i bulwaru des Italiens już od dziewiętnastej. Giuseppe Pieri został rozpoznany przez policjanta i zatrzymany; miał przy sobie sztylet i bombę, nie wydał jednak nikogo ze wspólników. W momencie, gdy kareta zatrzymała się przed budynkiem teatru (Lepeletier 19), Gomez rzucił bombę w kierunku lansjerów, wywołując zamieszanie w szeregach oddziału. Chwilę później Rudio trafił swoją bombą między lansjerów a karetę. Z kolei Orsini, rzucając jako trzeci, trafił pod koła karety cesarskiej. Powóz przewrócił się na ziemię, jednak cesarz wyszedł z zamachu bez szwanku. Cesarzowa wypadła z karety, lecz również nie odniosła żadnych poważnych obrażeń. By uniknąć paniki w mieście, para cesarska, mimo ogólnego zamieszania, planowo dotarła do teatru. Zginęło 12 przypadkowych osób, a 156 zostało rannych, wśród nich Orsini, draśnięty odłamkiem w prawą skroń i ogłuszony. Mimo tego zdołał wrócić do wynajętego mieszkania, w którym został aresztowany dzień później. 
Wbrew intencjom zamachowców nieudany atak na cesarza przyczynił się jeszcze do wzrostu jego popularności, zwłaszcza w świetle jego zachowania bezpośrednio po nim. Wywołał jedynie przetasowania w rządzie (opisane przez Emila Zolę w powieści Jego ekscelencja Pan Minister Rougon) oraz krótką falę nastrojów antybrytyjskich, gdy wyszło na jaw, że to w tym kraju zostały przygotowane bomby. 11 lutego w więzieniu Orsini napisał list do Napoleona III, w którym apelował do niego o ponowne wsparcie sprawy włoskiej. Drugi list, otwarty, apelował do młodzieży włoskiej o poszukiwanie innych środków niż mordy polityczne. Obecnie autorstwo obydwu pism jest podawane w wątpliwość.

## Śmierć
Orsini został skazany na śmierć i zgilotynowany 13 marca 1858. Podobny los spotkał Pieriego; Gomez i di Rudio zostali zesłani na Wyspę Diabelską. 